# Wet van Darcy
De wet van Darcy is een wet voor de beschrijving van stroming van grondwater. Henry Darcy onderzocht de stroming van water door zandfilterbedden en publiceerde zijn bevindingen in 1856, twee jaar voor zijn dood. Zijn experimenten lieten zien dat de stroming van water door een met water verzadigd zandlichaam, evenredig is aan het verschil in waterhoogte aan de beide einden van dit lichaam en omgekeerd evenredig met de lengte ervan. Dit is bekend geworden als de wet van Darcy, die in de eenvoudigste vorm als volgt kan worden beschreven:
{\displaystyle Q=-K\cdot i=-k\cdot A\cdot i}
Daarin is:
{\displaystyle Q} het totale debiet [m3/s]
{\displaystyle K} de doorlatendheidscoëfficiënt van grond [m3/s]
{\displaystyle k} de doorlatendheidscoëfficiënt per vierkante meter van grond [m/s]
{\displaystyle A} de frontale oppervlakte [m2]
{\displaystyle i=\mathrm {d} h/\mathrm {d} l} het verhang, dimensieloos
Voor het specifieke debiet geldt:
{\displaystyle q=-K\cdot i/A=-k\cdot i}
waarin {\displaystyle q} het specifieke debiet [m/s] is.
De wet van Darcy is geldig als de stroming laminair is. Indien de stroomsnelheden groot worden, en de stroming daarmee turbulent wordt, mag deze formule niet meer worden toegepast. De stroomsnelheid is in de bodem is zo laag dat alle grondwaterstroming laminair is.

## Elektrisch analogon
De wet van Ohm is het elektrisch analogon van de wet van Darcy, omdat de doorlatendheid {\displaystyle K} omgekeerd evenredig is met de weerstand. De tweedimensionale grondwaterstroming kon volgens de wet van Darcy met een computer worden gesimuleerd, bijvoorbeeld met de ELNAG.